# Румменигге, Карл-Хайнц
Карл-Хайнц «Ка́лле» Ру́мменигге (нем. Karl-Heinz „Kalle“ Rummenigge, немецкое произношение: [ˌkaʁlˈhaɪ̯nts kalə ˈʁʊmənɪɡə]; родился 25 сентября 1955, Липпштадт, Северный Рейн-Вестфалия) — немецкий футболист, нападающий.
Бо́льшую часть своей карьеры выступал за футбольный клуб «Бавария» (Мюнхен), в составе которого по два раза становился чемпионом ФРГ и обладателем национального кубка, дважды завоёвывал Кубок европейских чемпионов, а также стал обладателем Межконтинентального кубка.
Игрок национальной сборной ФРГ (1976—1986). В составе сборной стал чемпионом Европы 1980 года, дважды финишировал вторым на чемпионатах мира (1982, 1986).
Дважды признавался лучшим игроком года в Европе («Золотой мяч»).

## Карьера

### Карьера игрока
Карл-Хайнц Румменигге родился в городе Липпштадт, расположенном в земле Северный Рейн-Вестфалия. Карьеру футболиста он начинал в молодёжном составе любительского клуба «Боруссия Липпштадт». Примечательно, что в команде он играл с партнёрами, которые были на три-четыре года старше его, поскольку значительно превосходил своих ровесников по уровню. Результативность Карла-Хайнца была очень высокой: однажды за сезон он забил 96 голов, а в одном из матчей ему удалось отличиться 16 раз. В итоге молодой нападающий дорос до основного состава клуба и привлёк к себе внимание различных профессиональных клубов.
Летом 1974 года Румменигге оказался в составе одного из лучших клубов Германии, мюнхенской «Баварии», приблизительно за 10 тысяч марок. Сразу получив место в стартовом составе, нападающий в первые сезоны не блистал результативностью, не забивая более 15 голов за сезон (с учётом всех турниров). В эти годы мюнхенцы выиграли два Кубка чемпионов, но в чемпионате Германии не попадали даже в призёры. Прорыв как для команды, так и лично для Румменигге наступил после омоложения состава. Карл-Хайнц стал лидером атак команды после ухода из неё легендарного Герда Мюллера. Так, в сезоне 1979/80, «Бавария» после шестилетнего перерыва вернула себе чемпионский титул, а Румменигге только в Бундеслиге отличился 26 раз, выиграв бомбардирскую гонку. В следующем сезоне он отличился 29 раз, а мюнхенцы сумели защитить титул. По итогам обоих сезонов немец признавался лучшим футболистом Европы, получая «Золотой мяч».
В начале 1980-х годов Румменигге являлся главной звездой «Баварии», однако остальные его партнёры были недостаточно мастеровитыми, что не позволяло команде проявить себя на международной арене. Карл-Хайнц являлся достаточно разноплановым футболистом: он мог забить дальним ударом, обладал искусным дриблингом, хорошо играл головой. Последний сезон в составе мюнхенцев Румменигге удалось отметить победой в Кубке Германии и вновь (уже в третий раз за карьеру) выиграть бомбардирскую гонку Бундеслиги.
В возрасте 29 лет Карл-Хайнц перешёл в миланский «Интернационале», где отыграл три сезона, однако новых трофеев завоевать не сумел. К тому же, результативность форварда в этот период значительно снизилась. На закате карьеры Румменигге уехал доигрывать в Швейцарию, став футболистом «Серветта». По итогам последнего сезона в своей карьере немец стал лучшим бомбардиром чемпионата Швейцарии и был признан лучшим его легионером. В 1989 году нападающий принял решение завершить игровую карьеру.

### Карьера в сборной

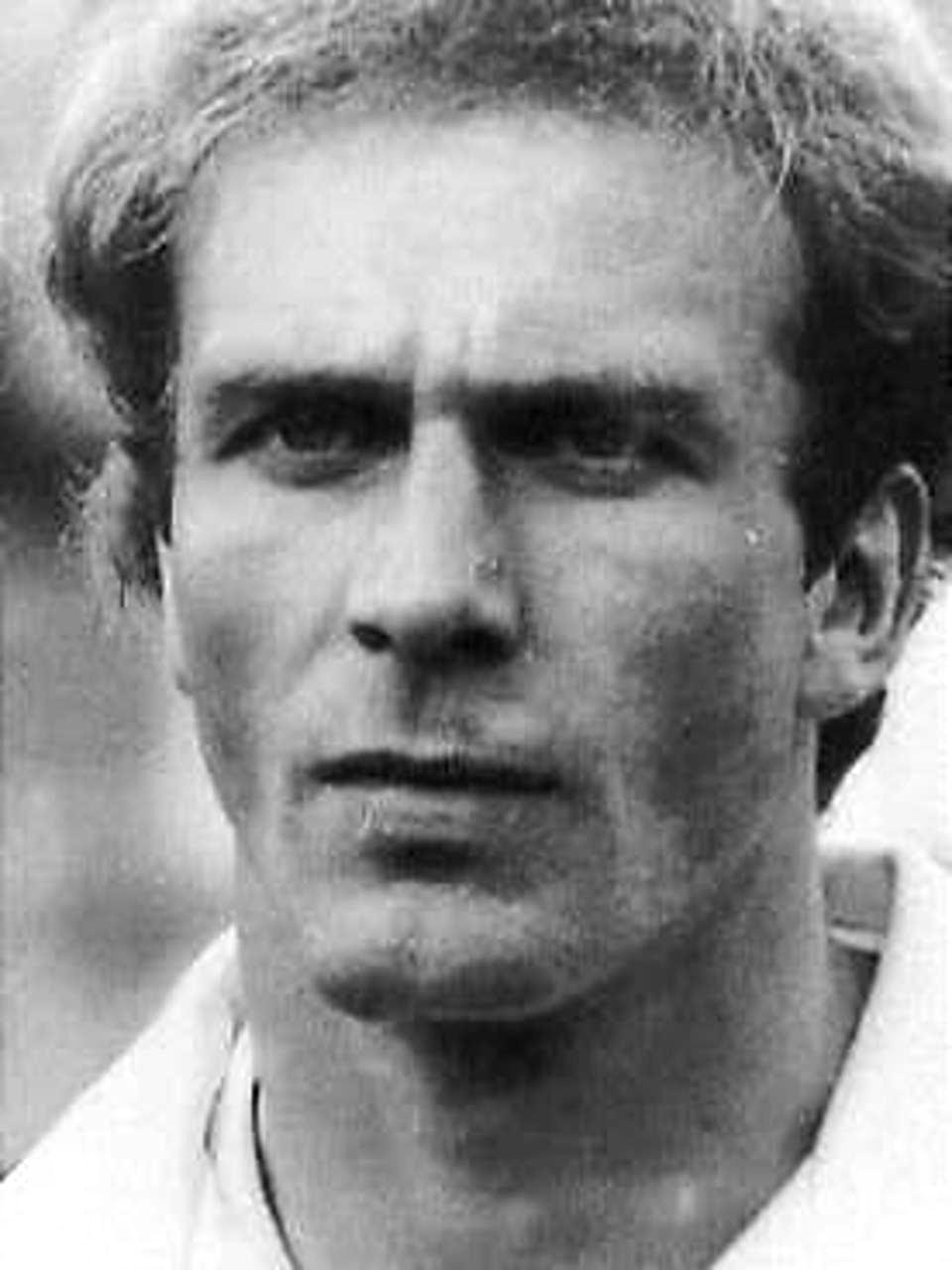
Румменигге в 1982 году

В 1976 году Румменигге дебютировал за сборную ФРГ, а уже через два года отправился на свой первый чемпионат мира. На турнире ему удалось отличиться дублем в матче с Мексикой, а также поразить ворота австрийцев в матче известном как Кордовский позор. В 1980 году в составе сборной он стал чемпионом Европы.
Ярко удалось себя проявить Карлу-Хайнцу на испанском «мундиале», где он являлся капитаном команды. Сначала он забил первый гол немцев на турнире, поразив ворота сборной Алжира (немцы в итоге уступили со счётом 1:2), а затем оформил хет-трик в матче с командой Чили. Однако после этого ярко проявлять себя мешала травма. Несмотря на это, в полуфинальном матче против сборной Франции Румменигге вышел на замену в дополнительное время при счёте 1:3 в пользу французов и через десять минут после этого сумел отыграть один мяч, а затем поучаствовал в третьем голе своей команды, переведя игру в серию пенальти, в которой сумел реализовать свой удар. В результате сборная ФРГ вышла в финал турнира (где, впрочем, со счётом 1:3 уступила итальянцам).
После неудачного Евро-1984 Румменигге принял участие в чемпионате мира 1986, где его команда вновь дошла до финала. В решающем матче с аргентинцами при счёте 0:2 Карл-Хайнц помог немцам отыграть один мяч, однако победа всё равно осталась за «альбиселесте». По окончании турнира он принял решение завершить карьеру в сборной.
| Сборная ФРГ по футболу | Сборная ФРГ по футболу | Сборная ФРГ по футболу |
| Год                    | Матчи                  | Голы                   |
| ---------------------- | ---------------------- | ---------------------- |
| 1976                   | 2                      | 0                      |
| 1977                   | 6                      | 1                      |
| 1978                   | 12                     | 4                      |
| 1979                   | 8                      | 5                      |
| 1980                   | 10                     | 4                      |
| 1981                   | 11                     | 9                      |
| 1982                   | 13                     | 9                      |
| 1983                   | 10                     | 8                      |
| 1984                   | 8                      | 1                      |
| 1985                   | 6                      | 3                      |
| 1986                   | 9                      | 1                      |
| Всего                  | 95                     | 45                     |

### Карьера менеджера
25 ноября 1991 года Румменигге был избран вице-президентом «Баварии». 13 февраля 2002 года покинул пост в связи с избранием председателем правления клуба, которым он оставался до 1 июля 2021 года, уступив пост Оливеру Кану.
Одновременно с этим, с 1 сентября 2015 года является стратегическим советником УЕФА, также членом правления организации (до 4 сентября 2017 года).

### Личная жизнь
Карл-Хайнц женат. У него пятеро детей: трое сыновей и две дочери.
У Румменигге есть младший брат Михаэль — также профессиональный футболист, игравший за мюнхенскую «Баварию», «Боруссию Дортмунд», «Урава Ред Даймондс»; сборную ФРГ.

## Достижения

### Командные
«Бавария»
- Чемпион ФРГ (2): 1979/80, 1980/81
- Обладатель Кубка ФРГ (2): 1981/82, 1983/84
- Победитель Кубка европейских чемпионов (2): 1974/75, 1975/76
- Обладатель Межконтинентального кубка: 1976

Сборная ФРГ
- Чемпион Европы: 1980
- Серебряный призёр чемпионата мира (2): 1982, 1986

### Личные
- Обладатель «Золотого мяча» (France Football) (2): 1980, 1981
- Футболист года в Германии: 1980
- Футболист года в Европе по версии Onze Mondial (2): 1980, 1981
- Лучший бомбардир чемпионата ФРГ (3): 1979/80, 1980/81, 1983/84
- Лучший бомбардир Кубка ФРГ: 1981/82
- Лучший бомбардир чемпионата Швейцарии: 1988/89
- Лучший бомбардир Кубка европейских чемпионов: 1980/81
- Лучший иностранный футболист чемпионата Швейцарии: 1988/89
- Входит в состав символической сборной по итогам чемпионата Европы по версии УЕФА: 1980
- Лучший игрок чемпионата Европы: 1980
- Лучший бомбардир отбора к чемпионату мира 1982 (9 голов)
- Лучший бомбардир отбора к чемпионату Европы 1984 (7 голов)
- Входит в символическую сборную чемпионата мира: 1982
- Обладатель «Серебряной бутсы» чемпионата мира: 1982
- Обладатель «Бронзового мяча» чемпионата мира: 1982
- Golden Foot: 2009 (в номинации «Легенды футбола»)
- Входит в список «ФИФА 100»
- Входит в список величайших футболистов XX века журнала «Мировой футбол»
- Введён в Зал славы итальянского футбола: 2021[5]

## Статистика выступлений
| Клуб             | Сезон            | Лига | Лига | Кубки | Кубки | Еврокубки | Еврокубки | Прочие | Прочие | Итого | Итого |
| Клуб             | Сезон            | Игры | Голы | Игры  | Голы  | Игры      | Голы      | Игры   | Голы   | Игры  | Голы  |
| ---------------- | ---------------- | ---- | ---- | ----- | ----- | --------- | --------- | ------ | ------ | ----- | ----- |
| Бавария          | 1974/75          | 21   | 5    | 3     | 1     | 4         | 0         | 0      | 0      | 28    | 6     |
| Бавария          | 1975/76          | 32   | 8    | 7     | 2     | 9         | 3         | 2      | 0      | 50    | 13    |
| Бавария          | 1976/77          | 31   | 12   | 5     | 2     | 6         | 1         | 4      | 0      | 46    | 15    |
| Бавария          | 1977/78          | 29   | 8    | 3     | 0     | 6         | 6         | 0      | 0      | 38    | 14    |
| Бавария          | 1978/79          | 34   | 14   | 2     | 0     | 0         | 0         | 0      | 0      | 36    | 14    |
| Бавария          | 1979/80          | 34   | 26   | 3     | 5     | 10        | 5         | 0      | 0      | 47    | 36    |
| Бавария          | 1980/81          | 34   | 29   | 3     | 4     | 8         | 6         | 0      | 0      | 45    | 39    |
| Бавария          | 1981/82          | 32   | 14   | 7     | 7     | 9         | 6         | 1      | 1      | 49    | 28    |
| Бавария          | 1982/83          | 34   | 20   | 2     | 0     | 6         | 1         | 0      | 0      | 42    | 21    |
| Бавария          | 1983/84          | 29   | 26   | 7     | 4     | 6         | 2         | 0      | 0      | 42    | 32    |
| Бавария          | Итого            | 310  | 162  | 42    | 25    | 64        | 30        | 7      | 1      | 423   | 218   |
| Интернационале   | 1984/85          | 26   | 8    | 9     | 5     | 9         | 5         | 0      | 0      | 44    | 18    |
| Интернационале   | 1985/86          | 24   | 13   | 6     | 2     | 9         | 3         | 0      | 0      | 39    | 18    |
| Интернационале   | 1986/87          | 14   | 3    | 5     | 2     | 5         | 1         | 0      | 0      | 24    | 6     |
| Интернационале   | Итого            | 64   | 24   | 20    | 9     | 23        | 9         | 0      | 0      | 107   | 42    |
| Серветт          | 1987/88          | 19   | 10   | 3     | 4     | 0         | 0         | 0      | 0      | 22    | 14    |
| Серветт          | 1988/89          | 33   | 25   | 2     | 0     | 4         | 0         | 0      | 0      | 39    | 25    |
| Серветт          | Итого            | 52   | 35   | 5     | 4     | 4         | 0         | 0      | 0      | 61    | 39    |
| Всего за карьеру | Всего за карьеру | 426  | 221  | 67    | 38    | 91        | 39        | 7      | 1      | 591   | 299   |